# Australentulus dituxeni
Australentulus dituxeni – gatunek pierwogonka z rzędu Acerentomata i rodziny Acerentomidae.

## Taksonomia
Gatunek opisany został w 1978 przez J. Noska. Jego holotyp odłowiono w lesie Ambatofitorahana.

## Występowanie
Gatunek ten jest endemitem Madagaskaru, gdzie występuje w środkowej części wyspy.